# Filovia Sinferopoli-Alušta-Jalta
La filovia Sinferopoli-Alušta-Jalta o filovia della Crimea, gestita dall'azienda Krymtrolleybus e considerata oggi la linea filoviaria più lunga del mondo, collega il centro della principale città della Crimea, Sinferopoli, con le località turistiche della costa del mar Nero, Alušta e Jalta.

## Storia
Il progetto di filoviarizzare la penisola di Crimea risale agli anni '50 e, considerando le distanze tra Sinferopoli e la costa del mar Nero, è stato realizzato per gradi:
- costituzione del gestore, Krymtrolleybus (1959)
- inaugurazione della rete urbana di Sinferopoli con i filobus Škoda 8Tr (ottobre 1959)
- completamento della tratta interurbana Sinferopoli-Alušta (novembre 1959)
- inaugurazione della rete urbana di Jalta (maggio 1961)
- completamento della tratta interurbana Alušta-Jalta (luglio 1961)
- inaugurazione dell'intero percorso Sinferopoli-Jalta (luglio 1961), indicato inizialmente come linea 12.

## Esercizio
Attualmente classificato come linea 52, il percorso è lungo 86 km ed è esercitato in parte con filobus di nuova generazione come i Bogdan T701 ed altri ormai storici, costruiti tra gli anni '60 e gli anni '90, come gli Škoda 9Tr, gli Škoda 14Tr e talvolta i rari JuMZ-T2.
Il record della lunghezza, sempre detenuto dalla Krymtrolleybus,  fino a pochi anni fa spettava alla linea 54 (ex linea 14) che superava i 95 km di percorso perché, pur giungendo sempre a Jalta, partiva più a monte ovvero dall'aeroporto di Sinferopoli, situato a nord della città.

## Itinerario
Sono di seguito segnalati i due capilinea e le principali fermate intermedie:
Stazione di Sinferopoli – Marjino – Lozovoje – Pionerskoje – Dobroje – Zarechje – Perevalnoje – Passo di Angars'kyj (752 m) – Fontan Kutuzovskij – Lučistoe – Verkhnjaja Kutuzovka – Nižnjaja Kutuzovka – Alušta – Lazurnoje – Malyj Majak – Kiparisnoje – Puškino – Partenit – Zaprudnoje – Artek – Krasnokamenka – Gurzuf – Ai-Danil – Giardino botanico Nikitskij – Sosnjak – Massandra – Jalta.